# مايك الكسندر (عازف قيثارة)
مايك الكسندر (بالإنجليزية: Mike Alexander)‏ هو عازف قيثارة وكاتب أغاني بريطاني، ولد في 22 يونيو 1977 في وستهام ‏ في المملكة المتحدة، وتوفي في 5 أكتوبر 2009 في لوليو في السويد.

## وصلات خارجية
- مايك الكسندر على موقع ميوزك برينز (الإنجليزية)
- مايك الكسندر على موقع ديسكوغز (الإنجليزية)